# Пеллетье, Николя
Николя Пеллетье (ок. 1756— 25 апреля 1792) — французский преступник, убийца, вор. Первый человек, казнённый на гильотине.

## Биография
Ночью 14 октября 1791 года Пеллетье вместе с несколькими неизвестными сообщниками напал на прохожего на улице Бурбон-Вильнёв в Париже и украл его кошелёк. Он был арестован за нападение, грабеж и, возможно, изнасилование. 
После ареста Пеллетье был приговорен к смертной казни через обезглавливание. Судья Жакоб-Огюстен Моро приговорил Пеллетье к смерти за грабеж и убийство в декабре 1791 года. Однако казнь была отложена, поскольку разрабатывались способы убийства Пеллетье. Судья Моро умолял французского министра юстиции «во имя человечества» ускорить строительство гильотины ради «несчастного человека, приговоренного к смерти, который осознает свою судьбу и для которого каждый момент, продлевающий его жизнь, должен быть для него смертью».

## Казнь
25 апреля 1792 года состоялась казнь Пеллетье. Казнь была публичным зрелищем с высокой степенью безопасности для зрителей. В последнее мгновенье палач Шарль Сансон прижал шею приговоренного к гильотине и отпустил утяжеленное лезвие. Голова Пеллетье упала в плетёную корзину, после чего рабочие сгребли опилки с пропитанных кровью досок. Зрелище, хотя и довольно кровавое, было слишком клиническим и разочаровывающим, чтобы удовлетворить жажду крови толпы. Казнь прошла быстро и «гладко», толпа зрителей посчитала, что гильотина была слишком быстрым и недостаточно развлекательным зрелищем, и, как сообщается, кричала «верните наши деревянные виселицы!».

## Использование гильотины после казни Пеллетье
Использование гильотины привело к французскому «царству террора» под командованием Максимилиана Робеспьера, во время которого тысячи людей были приговорены к казни при помощи гильотины, часто без особых оснований. Общее число казнённых составило от 16 000 до 40 000 человек. Гильотина была официальным методом казни во Франции до отмены смертной казни в 1981 году.